# Firmin Ngrebada
Firmin Ngrebada (Bangui, 24 de mayo de 1968) es un abogado y político centroafricano.

## Biografía
Firmin Ngrebada aprobó el bachillerato en 1988, luego obtuvo una maestría en derecho público en 1994, en la Universidad de Bangui. Ingresó a la administración pública en octubre de 1993, a la inspección del trabajo y la legislación social.
Vinculado al círculo íntimo del presidente del país, Faustin-Archange Touadéra, fue el jefe de su personal electoral durante las elecciones presidenciales de 2016. También presidió la delegación durante las conversaciones con las fuerzas armadas rebeldes que llevaron a la firma del acuerdo de paz el 2 de febrero de 2015. Tras la renuncia del gobierno de Simplice Sarandji, Ngrebada fue nombrado primer ministro con la misión de formar un gobierno de unidad nacional.
El 10 de junio de 2021, Ngrebada y todo su gabinete dimitieron tras la retirada de 160 soldados franceses del país a principios de esa semana. Fue sucedido en el cargo por Henri-Marie Dondra.